# Cobitis ylengensis
Cobitis ylengensis är en fiskart som beskrevs av Ngô 2003. Cobitis ylengensis ingår i släktet Cobitis och familjen nissögefiskar. IUCN kategoriserar arten globalt som otillräckligt studerad. Inga underarter finns listade i Catalogue of Life.